# 大雄薹草
大雄薹草（学名：Carex macrosandra）是莎草科薹草属的植物。分布于中国大陆的湖北、四川等地，生长于海拔700米至1,000米的地区，多生长于向阳山坡，目前尚未由人工引种栽培。